# El Corte Inglés

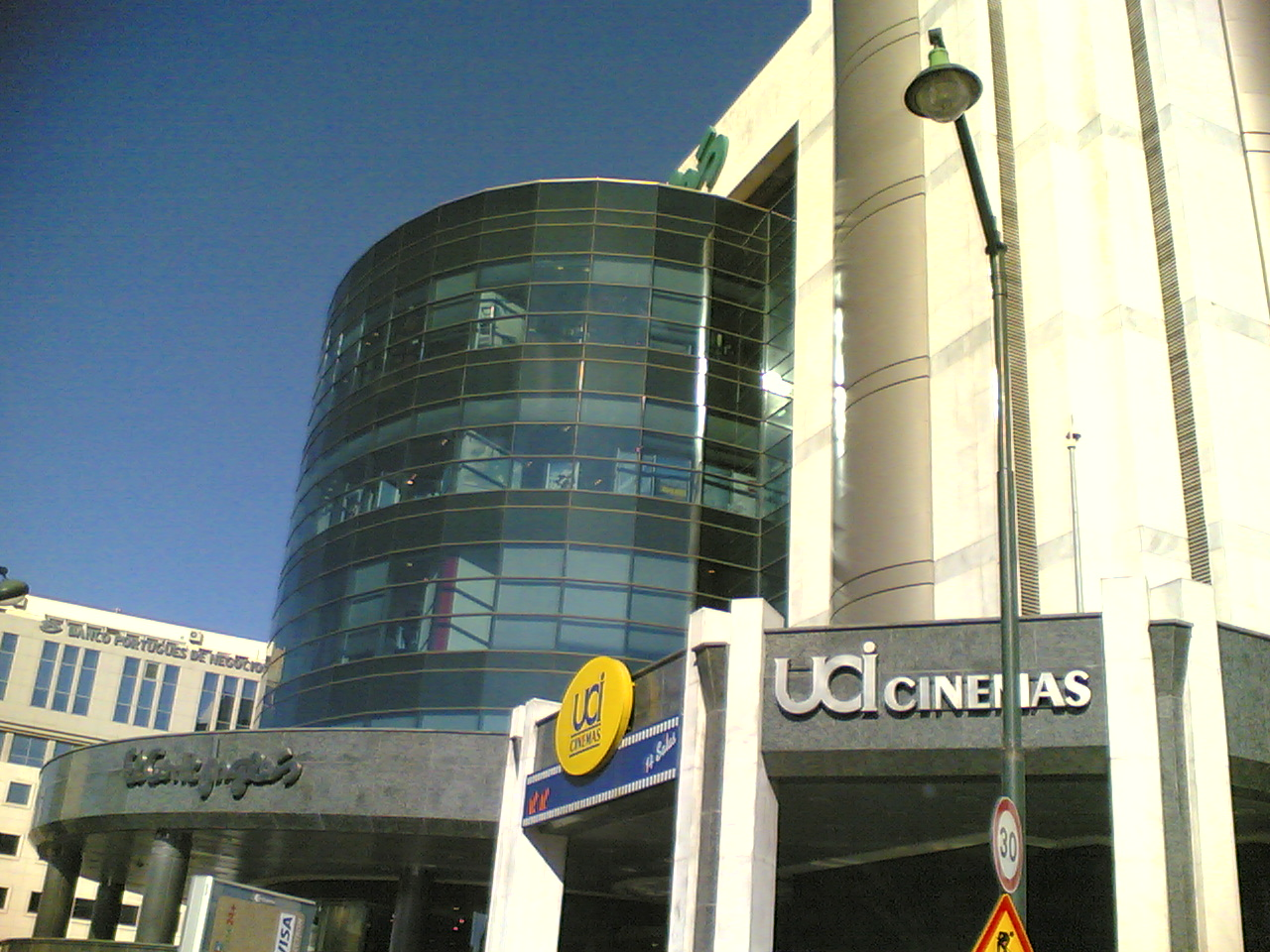
El Corte Inglés em Lisboa (Portugal).

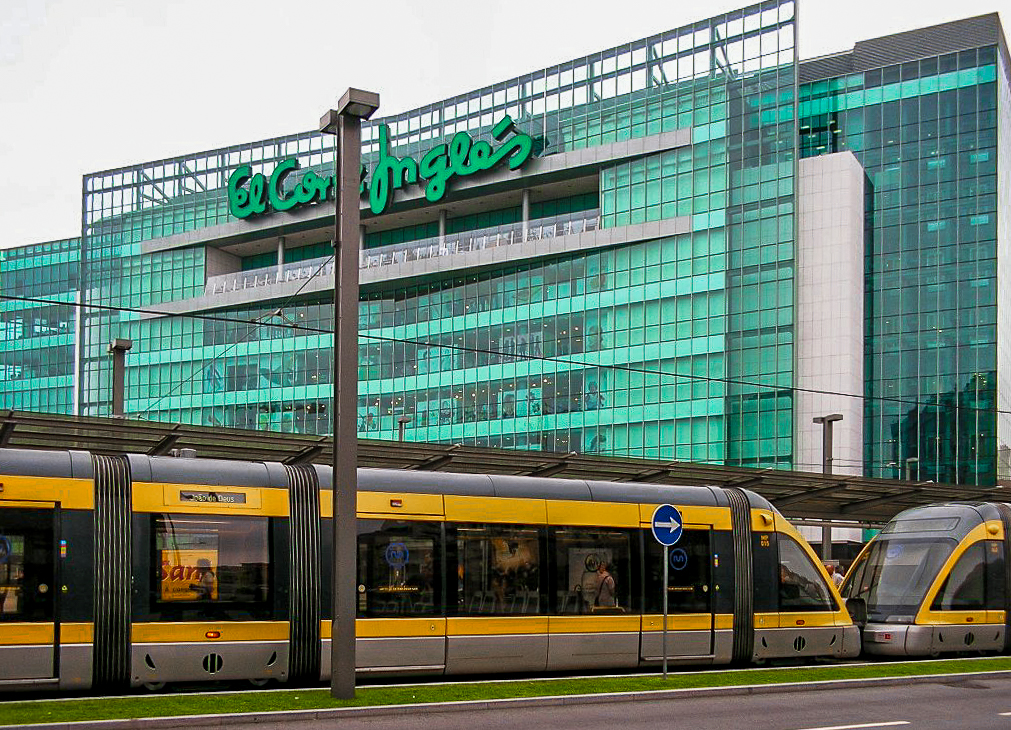
El Corte Inglés em Vila Nova de Gaia, Porto (Portugal).

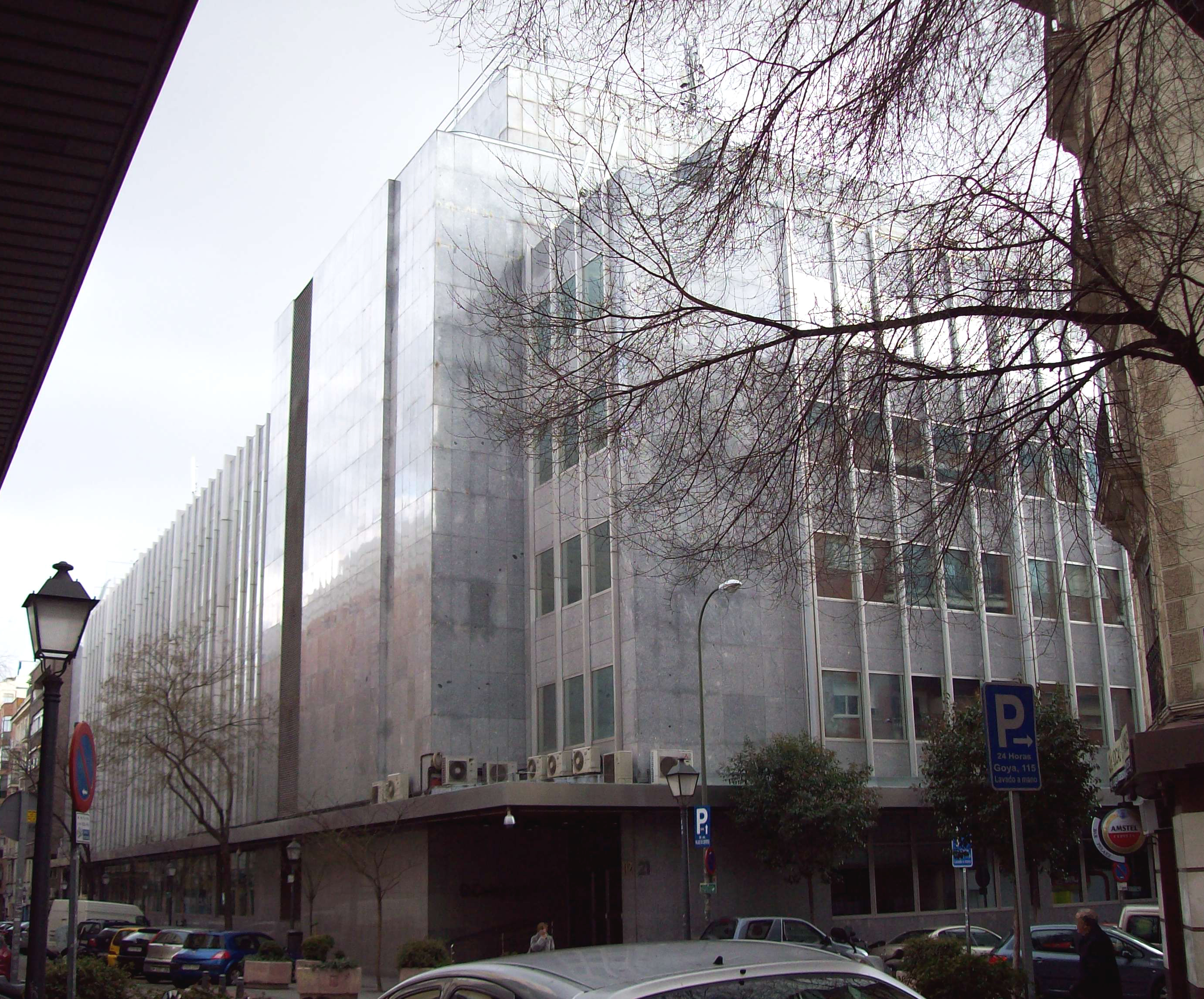
A sede da El Corte Inglés em Madrid (Espanha).

El Corte Inglés (lit. O Corte Inglês, quer dizer, o estilo inglês de vestir; à maneira inglesa) é uma cadeia espanhola de grandes armazéns ou lojas de departamento. Conta com mais de cem localizadas em todas as importantes cidades espanholas e duas lojas em Portugal, uma em Lisboa e outra em Vila Nova de Gaia no Grande Porto. El Corte Inglés é mais conhecido em Portugal como O Corte Inglês, em particular no Minho, próxima do histórico Corte Inglés de Vigo. El Corte Inglés tem a sua sede em Madrid. El Corte Inglés de Portugal tem a sua sede em Lisboa.

## História
Em 1934, seu fundador, Ramón Areces, comprou uma alfaiataria (que havia sido fundada em 1890) localizada numa das ruas mais centrais de Madrid, a calle Preciados, e abriu uma sociedade limitada. Em 1940 o capital da empresa foi aberto. 
Depois da morte de Areces, seu sobrinho Isidoro Álvarez foi nomeado sucessor e tornou-se rapidamente num dos mais influentes empresários espanhóis. Em 1995 El Corte Inglés comprou seu único sério rival, as Galerías Preciados, que estavam em bancarrota.
A expansão internacional do grupo iniciou-se em Portugal, logo no começo do século XXI. Enquanto em 23 de Novembro de 2001 foi aberto ao público um grande armazém em Lisboa, em 19 de Maio de 2006 foi inaugurada uma outra unidade em Vila Nova de Gaia, no Porto. 
O grupo não se limita às lojas de departamento, mas é composto de diversas empresas, como Viajes El Corte Inglés (agência de turismo), Centro de Seguros (Corretora de Seguros), Hipercor (hipermercados), Opencor (loja de conveniência), Supercor (supermercados), Informática El Corte Inglés, Sfera, entre outras.
Com a morte de Isidoro Álvarez (14 de Setembro de 2014), foi nomeado Presidente do El Corte Inglés o seu sobrinho, Dimas Rodrigo Gimeno Álvarez.

## Modelo de negócio
O modelo de negócio do El Corte Inglés, tal como o das Galerías Preciados na altura, surgiu do transplante do modelo americano de grandes armazéns para o mercado espanhol, numa altura em que a Espanha estava a emergir do isolamento comercial e da autarquia económica.
Assim, o seu modelo de negócio é configurado como a loja onde pode comprar tudo, daí o seu slogan La tienda de todas tus compras (A loja para todas as suas compras), oferecendo uma grande variedade de artigos com todas as qualidades disponíveis para cobrir todos os tipos de utilizadores, uma certa especialização dividindo-a em departamentos, um serviço de valor acrescentado em torno da compra (serviço de entrega ao domicílio, listas de casamento e de compras, personalização e alterações incluídas no preço, etc.), e a garantia de qualidade e satisfação do cliente através do reembolso do preço pago: Se não ficar satisfeito, devolvemos-lhe o seu dinheiro.
O modelo acima referido baseia-se actualmente no desempenho da actividade nos seguintes actores:

### Clientes
O modelo de vendas acima referido ainda é válido hoje em dia. Assim, no seu documento de responsabilidade social empresarial, afirma que os cinco pilares do compromisso com o cliente são qualidade, serviço, sortido, especialização e garantia.
Estes cinco pilares levaram a uma lealdade significativa dos clientes, e em 2011 os seus centros receberam cerca de 630 milhões de visitas.
No sector alimentar, El Corte Inglés lançou uma marca branca de cestos de base, Aliada.
O Cartão Comercial El Corte Inglés, que foi introduzido em 1968, é um dos cartões mais populares nos bolsos dos espanhóis, com 11,58 milhões de cartões activos em 2017. Os titulares de cartões de compras têm um período de graça automático de um mês sobre o pagamento mensal da liquidação e a possibilidade de diferir os pagamentos sem juros (com taxas de gestão) durante três meses, ou com juros baixos até 36 meses. Têm também direito a pelo menos duas horas de estacionamento gratuito nos parques pagos dos centros e o cartão permite-lhes comprar qualquer produto vendido nos centros pertencentes ao grupo El Corte Inglés. Desde 2006, o cartão também permite o pagamento de compras nas estações de serviço do grupo Repsol.
No período de seis meses até Novembro de 2012, a administração pública adjudicou ao El Corte Inglés concursos no valor de mais de 38 milhões de euros.

### Recursos humanos
A mão-de-obra em 2011 consistia em 99.323 empregados em comparação com 102.699 em 2010, 93% dos quais com contratos permanentes e 71% a tempo inteiro. A idade média é próxima dos 39 anos, com 13 anos de experiência. Por género, há 37% de homens e 63% de mulheres, embora na categoria dos directores e gestores haja mais homens do que mulheres.
De acordo com o relatório anual de 2012, a sua mão-de-obra era composta por 96.678 trabalhadores, 94 % dos quais com contratos permanentes e 64 % dos quais são mulheres.
A relação tradicional do El Corte Inglés com os seus trabalhadores tem sido formal, familiar e paternalista, procurando estabelecer laços recíprocos para o feedback entre a empresa e os seus trabalhadores. A empresa fornece formação e apoio educacional, serviços financeiros e compras subsidiadas ou financiadas de bens e serviços através de entidades dentro do grupo de empresas.
Do lado negativo, o El Corte Inglés recebeu queixas de discriminação contra as mulheres, de perseguição sindical sobre sindicatos de classe e responsabilidade directa em casos de exploração laboral. 2012 assistiu também à introdução de uniformes masculinos para o pessoal de vendas em todos os centros comerciais do El Corte Inglés e Hipercor.
Na maioria dos centros do grupo de empresas El Corte Inglés, as eleições sindicais são geralmente ganhas na maioria pela Fetico (sindicato espanhol) ou FASGA, um sindicato minoritário a nível nacional acusado de ser um sindicato amarelo pela UGT e CCOO. Além disso, empresas do grupo como a Induyco estão ligadas por relatórios de organizações como a Intermon Oxfam a problemas de precariedade e exploração laboral em centros de produção têxtil no terceiro mundo.

### Publicidade e promoção
El Corte Inglés é uma das empresas que investe mais dinheiro em publicidade. Em 2011 o Grupo El Corte Inglés foi o grupo publicitário líder em Espanha com um investimento de 171,3 milhões de euros e, como anunciante individual, El Corte Inglés foi o terceiro maior em Espanha com um investimento de 99,8 milhões de euros.
El Corte Inglés realiza regularmente grandes campanhas publicitárias, tais como a Semana Fantástica e o Ocho Días de Oro, para anunciar as vendas dos seus produtos. No Natal, organiza o espectáculo de animação Cortylandia nas suas lojas principais.
Além disso, El Corte Inglés, como parte da sua cultura empresarial, participa financeiramente em numerosas actividades de patrocínio, que também servem como uma forma de promoção. Um exemplo disto é o Rally El Corte Inglés, um evento de automobilismo que se realizou sob este nome nas Ilhas Canárias de 1977 a 2001.
Por estas razões, e devido ao enorme poder e influência do El Corte Inglés, tem sido acusado de produzir limitações à liberdade de imprensa ou à publicidade de opiniões.
Os anúncios publicitários do El Corte Inglés desempenham também um papel importante em Portugal. São as mesmas que em Espanha e são traduzidas para português.

## Presença geográfica
O El Corte Inglés tem 94 centros no seu formato original, com presença em Espanha e Portugal, nas seguintes cidades:
- Álava
- Albacete
- Alicante
- Elche
- El Ejido
- Avilés
- Gijón
- Oviedo (2)
- Badajoz (2)
- Barcelona (4)
- Cornellà
- Sabadell
- Burgos
- Algeciras
- Cádiz
- Jerez de la Frontera
- Santander
- Castellón
- Córdoba (2)
- Santiago de Compostela
- Coruña (2)
- Gerona
- Granada (2)
- Guadalajara
- Éibar
- Huelva
- Palma de Mallorca (2)
- Jaén
- Las Palmas de Gran Canaria (2)
- León
- Lisboa
- Alcalá de Henares
- Alcorcón
- Arroyomolinos
- Getafe
- Leganés (2)
- Madrid (12)
- Pozuelo de Alarcón
- Málaga (2)
- Marbella (2)
- Fuengirola
- Murcia
- Cartagena
- Pamplona
- Vigo
- Oporto
- Salamanca
- Santa Cruz de Tenerife
- Sevilla (3)
- San Juan de Aznalfarache
- Tarragona
- Toledo
- Valencia (4)
- Arroyo de la Encomienda
- Valladolid (2)
- Bilbao
- Zaragoza (3)

Ver Página oficial dos centros comercias para mais informações (em espanhol e português).

## Marcas

### Geral
- El Corte Inglés: geral.
- Hipercor: geral (apenas nos centros Hipercor).
- Supercor: Supermercados nas cidades.

### Telecomunicações
- Sweno: telefonia.
- Telecor: telefonia.

### Criptomoedas
- Bitcor: criptomoedas.[15]

### Segurança
- Sicor: segurança privada

### Outros

#### Alimentação
- Aliada: marca branca ou marca de distribuidor.
- Special Line: alimentação dietética.

#### Cultura
- Ámbito Cultural: eventos culturais, exposições, prémios literários, de cinema, música e pintura, patrocínios...
- Los Imprescindibles. Edición Coleccionista. El Corte Inglés (DVD)
- Cineclub: colecção clássica de filmes em DVD.
- Pitiflú : guia infantil - oficinas, contos de histórias, espectáculos de magia, espectáculos de marionetas e outras actividades relacionadas com o circo e teatro para crianças.
- Rubiños 1860: livraria

Desde 2003, a área da cultura do El Corte Inglés utiliza também os nomes Espacio de Música, Espacio de Cine e Espacio de Libros, que está actualmente a utilizar como marcas online e offline.
Em 2011 foi criada uma nova loja conceptual chamada Mundo Cómic, um espaço específico dedicado a banda desenhada e romances gráficos, bem como merchandising associado, vídeojogos e filmes baseados em banda desenhada.

#### Aparelhos electrodomésticos, electrónica e informática
- Digrato: máquinas de café e cápsulas de café de dose única.
- Inves: computadores
- Saivod: electrodomésticos e electrónica
- Ansonic: aparelhos eléctricos e electrónica (apenas nos centros Hipercor).

#### Desporto
- Boomerang: desporto
- Runfit: desporto (apenas em centros Hipercor).

#### Roupa (marcas)
- Alia
- Dustin
- Easy Wear
- Emidio Tucci: fatos de homem.
- Énfasis
- Formul@ Joven
- Gloria Ortiz: roupa e acessórios
- Lloyd's
- Privium
- Sfera
- Yera
- Unidade
- Di-Bye: roupas exclusivas em centros de outlet.

### Outros
- Urban-Chic: casa (apenas nas lojas do El Corte Inglés).
- Urban-Class: casa (apenas nas lojas do El Corte Inglés).
- Casa Actual: casa (apenas em centros Hipercor).
- La Tienda en Casa / A Loja em Casa : venda à distância (Televisão / Internet).
- Línea Pura: cosmética.
- Oleada: cosmética.
- Oralli: acessórios de viagem
- Doblecero: cartão de fidelidade
- Plantea: dermocosméticos.
- Primeriti: clube privado de vendas online.
- Veckia: cosmética.